# Alex Padilla
Alejandro Padilla (* 22. března 1973, Los Angeles, Kalifornie) je americký politik. Od roku 2021 je demokratickým senátorem USA za Kalifornii. Senátorem byl jmenován guvernérem Kalifornie Gavinem Newsomem poté, co se Kamala Harrisová stala viceprezidentkou Spojených států a její senátorský úřad byl uvolněn. Na podzim 2022 zvítězil ve dvojnásobných volbách: mimořádných do konce funkčního období 3. ledna 2023 a řádných na následující šestileté období. Získal zhruba 61 % hlasů, jeho soupeřem byl republikán Mark Meuser s 39 %.
Padilla nejprve působil v senátu Kalifornie a poté, v letech 2015–2021, jako kalifornský státní tajemník než se stal senátorem Senátu Spojených států.
V červnu 2025 byl zatčen, když se na tiskové konferenci snažil položit dotaz ministryní vnitřní bezpečnosti USA Kristi Noemové.